# Provincia de Chon Buri
Chon Buri (en tailandés ชลบุรี) es una provincia oriental de Tailandia. Tiene como provincias limítrofes (desde el norte y en sentido de las agujas del reloj) Chachoengsao, Chanthaburi y Rayong. Al oeste limita con el mar en el golfo de Tailandia.

## Etimología
La palabra chon es de la palabra sánscrita jala sentido agua, y la palabra buri es de la palabra sánscrita puri que significa ciudad. De ahí el nombre de la provincia significa literalmente La Ciudad de Agua.

## Historia
Según las evidencias históricas, la instalación de los siameses en el territorio de la actual provincia de Chon Buri comenzó desde el periodo del reino de Ayutthaya. Durante siglos, el territorio estaba constituido por un conjunto de ciudades pequeñas como Bang Sai, Bang Pla Soi y Bang Phra.

## Geografía
La provincia está situada en la bahía de Bangkok, el extremo norte del golfo de Tailandia. Una cadena montañosa se extiende desde el noroeste hasta el sudeste de la provincia, mientras que las llanuras fértiles del norte son ampliamente usadas para cultivos. En Laem Chabang, en el sur de la provincia, está uno de los pocos puertos de aguas profundas de Tailandia.

## Economía
Por su situación geográfica constituye una región con crecimiento económico por el desarrollo industrial de diversas industrias, con actividades de agricultura y pesca en la zona costera, así como por el turismo.

## Demografía
La población ha aumentado a un ritmo del 4% anual en la zona pasando de 1,040.865 en 2000 a 1,554.365 en 2010. Hay un elevado porcentaje de población extranjera, ya sea turistas con visa de turista, trabajadores de países de la región, así como llegada de influjos de población china, en el pasado, así como japonesa y de otros países de Asia en diferentes zonas de la provincia.

## Religión
La religión predominante es el Budismo, de la escuela Theravāda, para un porcentaje superior al 90 % de la población.

## Miscelánea

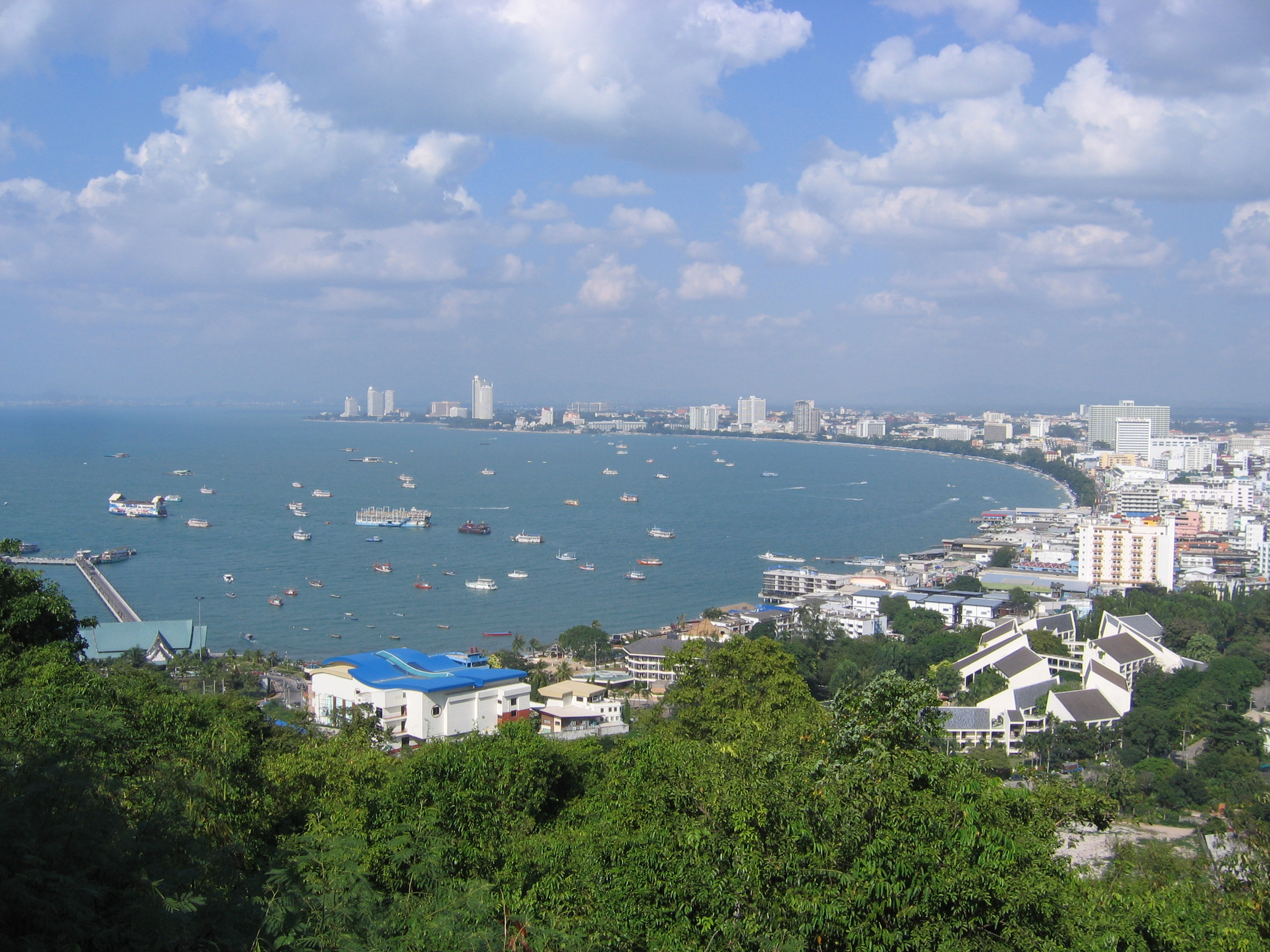
Playa de Pattaya.

La ciudad existe tras el periodo histórico del imperio de Ayutthaya. La provincia estaba originalmente conformada por tres pequeñas ciudades que eran Bang Sai, Bang Pla Soi y Par Bang. Fundada en el siglo XIV por los reyes de Ayatthuya. Su población en la época era de 180.000 habitantes.
Hasta la década de 1960 Pattaya fue un pequeño pueblo pesquero, pero durante la guerra de Vietnam los soldados estadounidenses montaron una base militar en la zona, posteriormente Pattaya se convirtió en una ciudad dedicada al turismo. La ciudad creció rápidamente y, también en gran medida debido a su gran playa, pasó a ser la principal ciudad turística de Tailandia. 
El desarrollo económico de la provincia a estado ligado al comercio, facilitado por la llegada de población china y japonesa, así como por la llegada de trabajadores del sureste asiático y otras región del noreste de Tailandia, lo que permitió un importante desarrollo económico a finales del siglo XX y en la actualidad.

## Símbolos
|  | El sello de la provincia muestra la colina Kao Sam Muk, sobre la que se ubica un santuario sagrado. Los lugareños creen que el espíritu de esa montaña protege a los pescadores de posibles daños y accidentes. Tanto el árbol como la flor representativas de esta provincia es el Padouk (Plerocapus indicus). |

## Divisiones administrativas
La provincia está subdividida en 10 distritos (Amphoe) y un distrito menor (King Amphoe). Estos a su vez están subdivididos en 92 comunas (tambon) y 691 poblados (muban).
| Amphoe                                                                    |                                                                    | King Amphoe |
| ------------------------------------------------------------------------- | ------------------------------------------------------------------ | ----------- |
| 1. Mueang Chon Buri 2. Ban Bueng 3. Nong Yai 4. Bang Lamung 5. Phan Thong | 1. Phanat Nikhom 2. Si Racha 3. Ko Sichang 4. Sattahip 5. Bo Thong | 1. Ko Chan  |